# Shin’ya Nasu
Shin’ya Nasu (japanisch 奈須 伸也 Nasu Shin’ya; * 29. Dezember 1978 in der Präfektur Osaka) ist ein ehemaliger japanischer Fußballspieler.

## Karriere
Nasu erlernte das Fußballspielen in der Schulmannschaft der Daisho Gakuen High School. Seinen ersten Vertrag unterschrieb er 1997 bei den Sagawa Express Osaka. 2002 wechselte er zum Zweitligisten Ventforet Kofu. Am Ende der Saison 2005 stieg der Verein in die J1 League auf. Für den Verein absolvierte er 107 Ligaspiele. 2008 wechselte er zum Zweitligisten FC Gifu. Für den Verein absolvierte er 34 Ligaspiele. Ende 2008 beendete er seine Karriere als Fußballspieler.